# Richard Riehle
Richard Riehle (Menomonee Falls, 12 mei 1948) is een Amerikaans acteur.

## Biografie
Riehle werd geboren in Menomonee Falls, en studeerde in 1970 cum laude af met een Bachelor of Arts aan de Universiteit van Notre Dame in St. Joseph County (Indiana). Na zijn studie ging hij naar Salzburg en Innsbruck om daar vloeiend Duits te leren praten.
Riehle begon in 1977 met acteren in de film Joyride, hierna speelde hij nog in meer dan 400 films en televisieseries.

## Filmografie

### Films
Selectie:
- 2019 3 from Hell - als sheriff Wolf
- 2014 Transformers: Age of Extinction - als huurbaas theater
- 2013 Texas Chainsaw 3D – als Farnsworth
- 2011 A Very Harold & Kumar Christmas – als kerstman
- 2011 Bridesmaids – als Bill Cozbi
- 2010 The Search for Santa Paws - als Kerstman
- 2009 Halloween II – als Buddy de nachtwaker
- 2007 Big Stan – als rechter Perry
- 2007 The Man from Earth – als dr. Will Gruber
- 2007 Smiley Face – als Mr. Spencer
- 2006 Dorm Daze 2 – als kapitein Bunkley
- 2006 The Darkroom – als Emilio
- 2005 Wedding Crashers – als gast huwelijksfeest
- 2005 Jane Doe: The Wrong Face – als Renton Skyler
- 2004 Mysterious Skin – als Charlie
- 2004 Home on the Range – als sheriff Sam Brown
- 2003 Beethoven's 5th – als Vaughn Carter
- 2001 Joe Dirt – als autoverkoper
- 1999 Deuce Bigalow: Male Gigolo – als Bob Bigalow
- 1999 Au Pair – als Sam Morgan
- 1999 Office Space – als Tom Smykowski
- 1998 Lethal Weapon 4 – als INS agent
- 1998 Fear and Loathing in Las Vegas – als chauffeur Dune Buggy
- 1998 Mercury Rising – als Edgar Halstrom
- 1998 The Pentagon Wars – als generaal Vice
- 1996 The Fan – als winkeleigenaar
- 1996 Executive Decision – als airmarshal George Edwards
- 1995 Casino – als Charlie Clark
- 1993 The Fugitive – als oude beveiliger
- 1993 Free Willy – als Wade
- 1993 Body of Evidence – als rechercheur Griffin
- 1992 Hero – als Robinson
- 1992 Of Mice and Men – als Carlson
- 1992 Prelude to a Kiss – als Jerry Blier
- 1991 Fried Green Tomatoes – als Eerwaarde Scroggins
- 1989 Glory – als kwartiermeester
- 1989 Black Rain – als Crown

### Televisieseries
Selectie:
- 2023 Barry - als Warden - 2 afl.
- 2018-2019 District City - als schoolhoofd Cornchob - 4 afl.
- 2017 In the Rough - als Duke 'Chopper' McNeil - 7 afl.
- 2015-2017 NCIS - als Walt Osorio - 2 afl.
- 2015 Small Town Famous - als Jim O'Connor - 3 afl.
- 2013-2014 The Legend of Korra – als Bumi (stem) – 17 afl.
- 2008-2011 Poor Paul – als opa Pual – 10 afl.
- 2007 The Young and the Restless – als Warden McQueen – 10 afl.
- 2001-2005 Grounded for Life – als Walt Finnerty – 45 afl.
- 2004 Star Trek: Enterprise – als dr. Jeremy Lucas – 2 afl.
- 2003-2004 Married to the Kellys – als oom Dave – 10 afl.
- 2001 The West Wing – als Jack Sloan – 2 afl.
- 1998-2000 Columbo – als sergeant Degarmo – 2 afl.
- 2000 Star Trek: Voyager – als Seamus Driscol – 2 afl.
- 1998 Buffy the Vampire Slayer – als Merrick – 1 afl.
- 1997 Ally McBeal – als Jack Billings – 2 afl.
- 1996 Kirk – als dr. Arthur Bacanovic – 2 afl.
- 1992-1993 L.A. Law – als Roger Beekman – 2 afl.
- 1992 On the Air – als dr. Winky – 2 afl.
- 1990-1991 Ferris Bueller – als schoolhoofd Ed Rooney – 13 afl.

## TheaterwerkBroadway
- 2002 The Man Who Had All the Luck – als J.B. Feller
- 1999 The Iceman Cometh – als Pat McGloin
- 1986 Execution of Justice – als William Melia / Lee Dolson / politieagent

- Bibliothèque nationale de France: cb16623891h (data)
- Gemeinsame Normdatei: 1338971735
- International Standard Name Identifier: 0000 0000 4416 5967
- Library of Congress Control Number: no2003109458
- Nationale Bibliotheek van Israël: 987012940274205171
- Nederlandse Thesaurus van Auteursnamen: 329782452
- Virtual International Authority File: 53847912